# Tories
Det parti som i dag kallas Tories beskrivs i artikeln Konservativa partiet (Storbritannien).
Tories (singular: tory) var från 1600-talet benämningen på engelska (senare brittiska) politiker som förfäktade stark kungamakt och motsatte sig religiös frihet. Motsatta ståndpunkter intogs av deras motståndare, whigs.
Som benämning på ett politiskt parti i England dyker ordet sannolikt tidigast upp 1679 under partistriden om den katolske prins Jakobs uteslutande från tronföljden. Anhängarna av uteslutningsbillen, petitioners, som innan kallats lantpartiet gavs då av motpartiet öknamnet whigs, efter en benämning på presbyterianska skotska upprorshoper. Själva kallade whigs sina motståndare (även benämnda abhorrers) för tories, och jämförde dem då med katolska irländska fredlösa.

## Etymologi
Namnet Tory kan härledas från gaeliska tar a ri (kom, o konung!) eller från gaeliska toir (förfölja). Det namnet användes först som beteckning på fredlösa rövarhopar på Irland, som utgjorde återstoden av friskaror på den kungliga sidan under 1600-talets inbördeskrig.

## Historia
Förutom i tronföljdsfrågan skilde sig tories från whigs genom att de förfäktade kronans ärvda privilegier och var motståndare till dissenternas krav på religionsfrihet. Själva meningslösheten i partinamnen underlättade deras bibehållande, även sedan de tvistefrågor som ursprungligen skilde partierna åt avlösts av andra. Efter Jakob II:s anfall mot högkyrkan, drevs de flesta tories in i oppositionens läger, och efter 1688 års revolution blev endast en liten flygel ytterlighetsmän den avsatte kungen trogen (de kallades vanligen jakobiter).
Partiets huvudmassa, med sin kärna i högkyrkan och lågadeln, accepterade toleransakten, men motsatte sig ytterligare eftergifter åt dissenter samt påyrkade under drottning Annas regering av allmän fred slut på det långvariga kriget mot Frankrike. 
Under Vilhelm III:s regering hade tories underläget i regeringen (särskilt från 1693 under Somers och Montagu), så även, efter en kortare toryreaktion, under större delen av Annas regering (lord Sunderland, Sidney Godolphin).

### 1700-talet
Ett omslag till tories förmån inträdde 1710 (Oxford, Bolingbroke), men efter huset Hannovers tronbestigning behärskade åter whigs (Robert Walpole, Henry Pelham, William Pitt d.ä.) en lång tid framåt parlamentet, inte minst genom korruption. Även kungamakten såg i dem ett stöd för den tyska protestantiska dynastin, med vissa engelska rötter, mot de jakobitiska sympatier, som vunnit insteg bland tories.
Med Georg III:s tronbestigning (1760) fick toryriktningen ny styrka, frigjord som den nu blivit från huset Stuarts hopplösa sak och gynnad av den inre splittringen bland de ledande högförnäma whigfamiljerna. Tories stred nu för det kungliga prerogativet mot whigs parlamentariska strävanden, vilka stöddes av de stora jordägarnas starka inflytande i underhuset genom den korruptionsmakt, som dessa utövade i de många små valkretsarna (”rotten boroughs”). Till makten kom tories 1770 med lord North, de förlorade den genom sin envishet i fullföljandet av kriget mot de nordamerikanska kolonisterna, med vilka whigs (Pitt d.ä., Charles James Fox) påyrkade fredlig uppgörelse.
Kombinationen Fox-North 1782–1783 blev snart ohållbar, och en lång maktperiod för tories följde (William Pitt d.y.), i samband varmed under franska revolutionens återverkan bägge partierna började modifiera sina grundsatser. Tories uppträdde nu som det beståendes försvarare mot revolutionära omstörtningar och vann därvid stöd hos flera av de ledande whigfamiljerna; inom whigs började en vänsterflygel påyrka parlamentsreform, och partiet visade tidtals stor obenägenhet för att fortsätta kriget mot revolutionens och Napoleon I:s Frankrike.

### 1800-talet
Med två korta avbrott (1801–1804 och 1806–1807) satt tories nu vid makten till 1830 (Pitt d.y., hertigen av Portland, Spencer Perceval, lord Liverpool, George Canning, lord Goderich, hertigen av Wellington), men från 1822 modererades partiets starka konservatism genom Cannings och Peels inträde i kabinettet. Oemotståndligheten av kravet på parlamentsreform störtade tories (1830), och reformen genomfördes 1832 av en whigministär (Lord Grey). Denna reform rubbade ohjälpligt själva grundvalarna för den äldre partigrupperingen, i det att rotten boroughs försvann och städernas medelklass fick väsentligt ökat inflytande.
Det gamla torypartiet föryngrades av Peel samt började från 1834 allt oftare kallas det konservativa partiet; whigs (lord Melbourne, lord Palmerston) å sin sida fick inom sitt parti alltmer maka åt sig för mera frisinnade element (lord John Russell), tills på 1860-talet det officiella antagandet av namnet det liberala partiet (William Ewart Gladstone) blev det yttre tecknet på partiets ändrade karaktär. Bland de konservativa hade nya romantisk-demokratiska strömningar på 1840-talet framträtt med ”Unga-England”-rörelsen (se Benjamin Disraeli), och Peels avskaffande av spannmålstullarna 1846 vållade kort därpå en djupgående splittring inom partiet i en protektionistisk fraktion (Bentinck) och de så kallade peeliterna, av vilka flera småningom med Gladstone i spetsen uppgick i det liberala partiet.

### Senare tid
Tory är i dag synonymt med Conservative Party och används av dem själva men främst av medier och politiska motståndare. Det finns fortfarande en viss negativ klang i ordet hos arbetar- och medelklassen, där tory kan beteckna de rikas och adelns politik. Detta har dock alltmer suddats ut, främst till följd av partiets långvariga maktinnehav under 1970 och 1980-talet, en period då tories blev mer folkligt och många från låg- och medelklassen röstade konservativt.